# Misumenops schlingeri
Misumenops schlingeri är en spindelart som beskrevs av Schick 1965. Misumenops schlingeri ingår i släktet Misumenops och familjen krabbspindlar. Inga underarter finns listade i Catalogue of Life.